# Lesseux
Lesseux est une commune française située dans le département des Vosges, en région Grand Est.

## Géographie

### Localisation
La commune de Lesseux est située en Déodatie dans le bassin versant de la Fave. C'est une des 201 communes du parc naturel régional des Ballons des Vosges, réparties sur quatre départements : les Vosges, le Haut-Rhin, le Territoire de Belfort et la Haute-Saône.

### Géologie et relief
La commune fait partie de la Communauté d'agglomération de Saint-Dié-des-Vosges. Le village occupe une vallée en cul-de-sac, orientée est-ouest, s'ouvrant perpendiculairement sur la vallée de la Fave. Les Poilus durant la Grande Guerre l’avaient surnommé d’un joli nom : « Le Val de la Demi-Lune » en raison de sa forme caractéristique.
Le ruisseau de Lesseux est aussi dénommé Goutte Morelle (lieu où il prend sa source).

### Sismicité
Commune située dans une zone 3 de sismicité modérée.
|            | Lusse   | Lusse     |
| Frapelle   | Lesseux | Lusse     |
| Combrimont |         | Wisembach |

### Hydrographie et les eaux souterraines
Hydrogéologie et climatologie : Système d’information pour la gestion des eaux souterraines du bassin Rhin-Meuse :
Territoire communal : Occupation du sol (Corinne Land Cover); Cours d'eau (BD Carthage),
Géologie : Carte géologique; Coupes géologiques et techniques,
 Hydrogéologie : Masses d'eau souterraine; BD Lisa; Cartes piézométriques.
La commune est située dans le bassin versant du Rhin au sein du bassin Rhin-Meuse. Elle est drainée par la goutte Morel,.

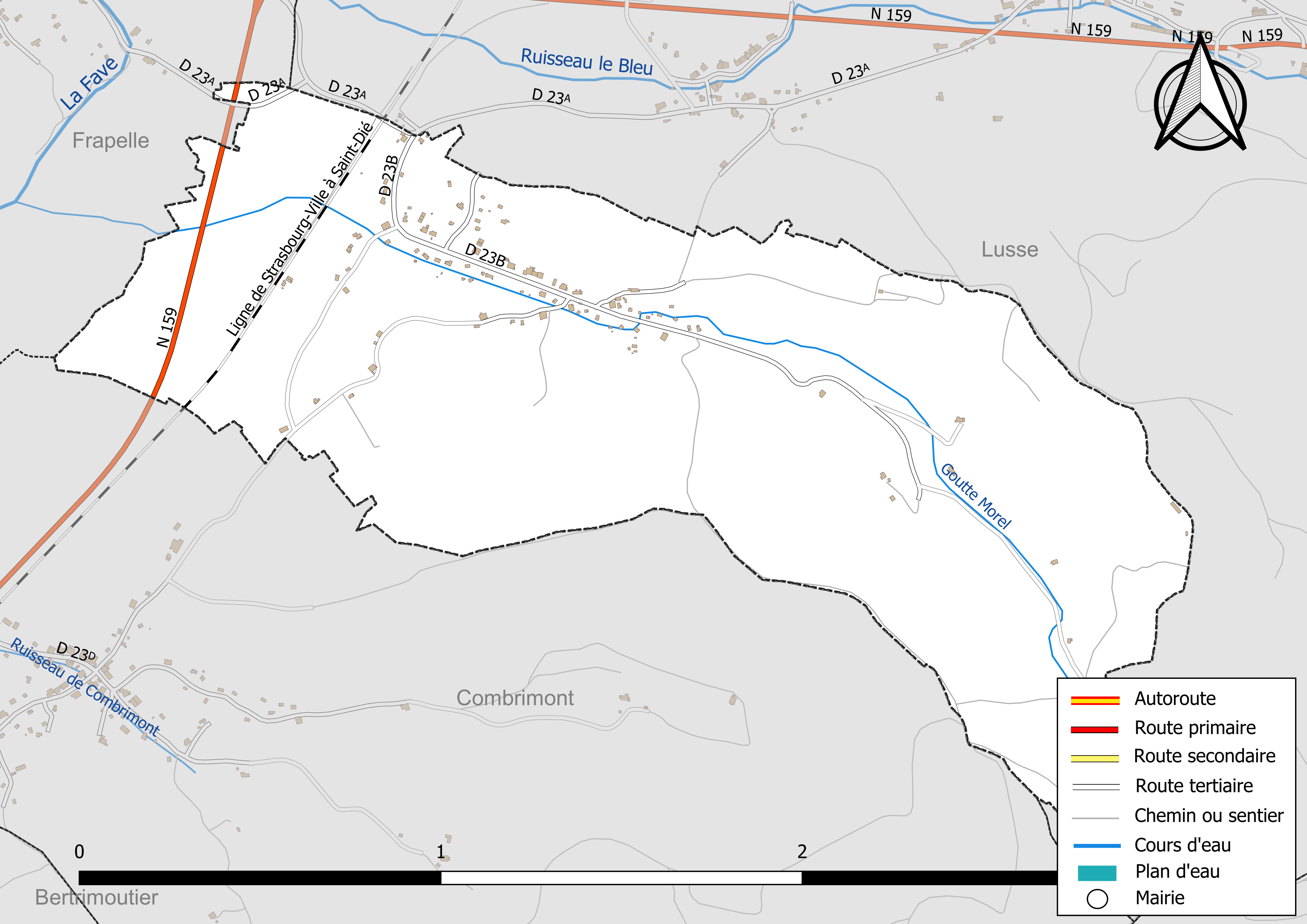
Réseaux hydrographique et routier de Lesseux.

La qualité des eaux de baignade et des cours d’eau peut être consultée sur un site dédié géré par les agences de l’eau et l’Agence française pour la biodiversité.

### Climat
Pour des articles plus généraux, voir Climat du Grand Est et Climat du département des Vosges.
En 2010, le climat de la commune est de type climat de montagne, selon une étude du Centre national de la recherche scientifique s'appuyant sur une série de données couvrant la période 1971-2000. En 2020, Météo-France publie une typologie des climats de la France métropolitaine dans laquelle la commune est exposée à un climat semi-continental et est dans la région climatique  Vosges, caractérisée par une pluviométrie très élevée (1 500 à 2 000 mm/an) en toutes saisons et un hiver rude (moins de 1 °C).
Pour la période 1971-2000, la température annuelle moyenne est de 9,3 °C, avec une amplitude thermique annuelle de 17 °C. Le cumul annuel moyen de précipitations est de 1 182 mm, avec 12,5 jours de précipitations en janvier et 10,5 jours en juillet. Pour la période 1991-2020, la température moyenne annuelle observée sur la station météorologique de Météo-France la plus proche, « Ban-de-Sapt », sur la commune de Ban-de-Sapt à 8 km à vol d'oiseau, est de 10,3 °C et le cumul annuel moyen de précipitations est de 1 027,3 mm. 
La température maximale relevée sur cette station est de 36,9 °C, atteinte le 7 août 2015 ; la température minimale est de −17 °C, atteinte le 19 décembre 2009,,.
Les paramètres climatiques de la commune ont été estimés pour le milieu du siècle (2041-2070) selon différents scénarios d'émission de gaz à effet de serre à partir des nouvelles projections climatiques de référence DRIAS-2020. Ils sont consultables sur un site dédié publié par Météo-France en novembre 2022.

## Urbanisme

### Typologie
Au 1er janvier 2024, Lesseux est catégorisée commune rurale à habitat dispersé, selon la nouvelle grille communale de densité à sept niveaux définie par l'Insee en 2022.
Elle est située hors unité urbaine. Par ailleurs la commune fait partie de l'aire d'attraction de Saint-Dié-des-Vosges, dont elle est une commune de la couronne,. Cette aire, qui regroupe 47 communes, est catégorisée dans les aires de 50 000 à moins de 200 000 habitants,.

### Occupation des sols
L'occupation des sols de la commune, telle qu'elle ressort de la base de données européenne d’occupation biophysique des sols Corine Land Cover (CLC), est marquée par l'importance des forêts et milieux semi-naturels (56,6 % en 2018), une proportion identique à celle de 1990 (56,6 %). La répartition détaillée en 2018 est la suivante : 
forêts (56,6 %), prairies (31,6 %), zones agricoles hétérogènes (11,8 %). L'évolution de l’occupation des sols de la commune et de ses infrastructures peut être observée sur les différentes représentations cartographiques du territoire : la carte de Cassini (XVIIIe siècle), la carte d'état-major (1820-1866) et les cartes ou photos aériennes de l'IGN pour la période actuelle (1950 à aujourd'hui).

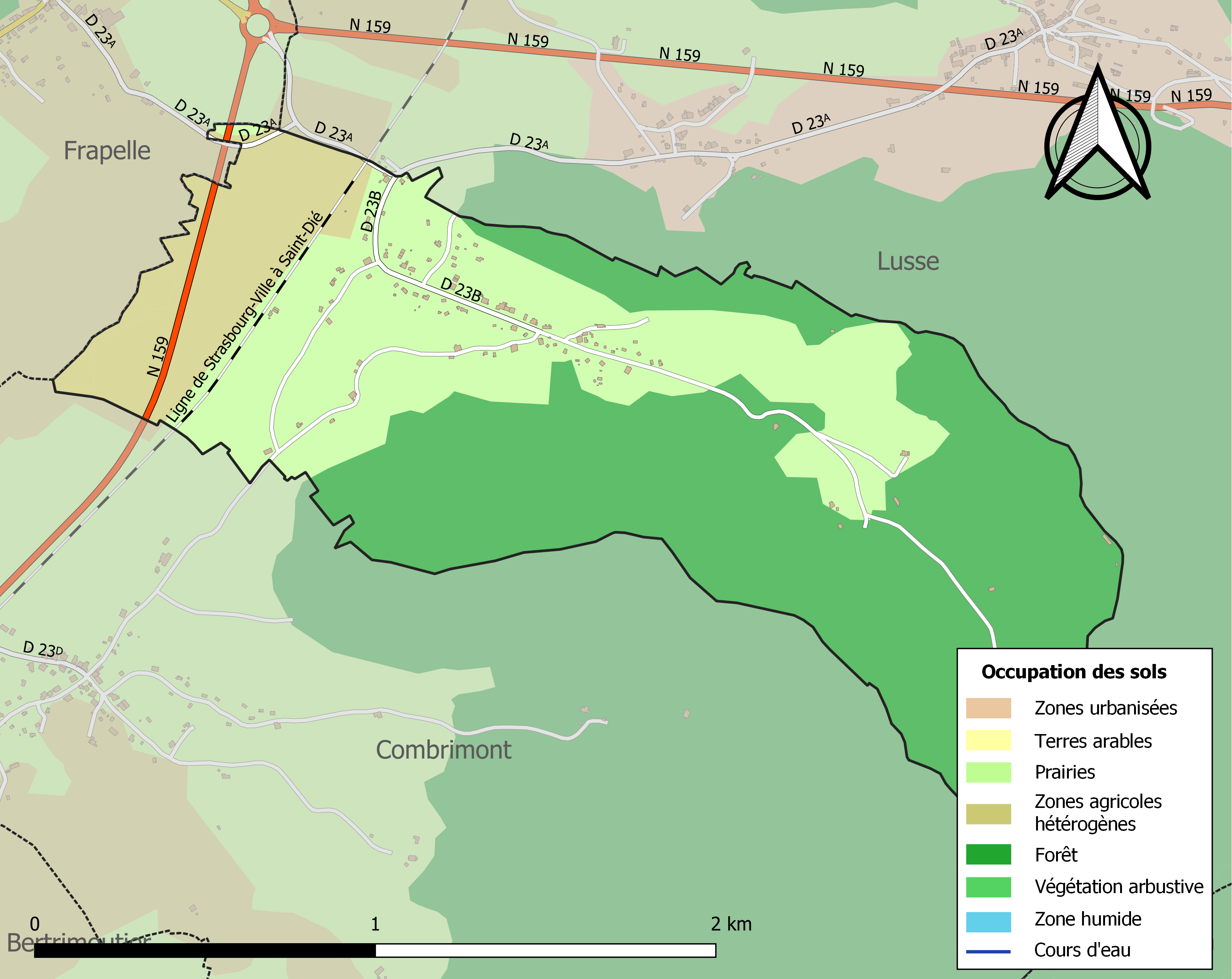
Carte des infrastructures et de l'occupation des sols de la commune en 2018 (CLC).

## Toponymie
Le nom de la localité est attesté sous les formes Lucilla (1180) ; Lusse (1300) ; Humbert de Lasseu (1438) ; Lessey (1518) ; Lesseux (1561) ; Lusseux (1594) ; Lesseu (1768).

## Histoire
Un ancien camp romain aurait été établi sur la crête entre Combrimont et Lesseux (en lien avec le Camp de la Bure occupé par les Leuques). Le point de vue sur la Vallée de la Fave est en effet intéressant pour contrôler le passage dans la vallée débouchant sur celle de le Meurthe.
Le village s'est construit sur des terrains défrichés par les moines de Saint-Dié à l'instar des autres villages de la vallée.
La commune est en effet toujours rattachée l’Église Saint-Jacques et à la Grande Paroisse de Bertrimoutier (appelée ainsi car elle dépend directement du pape, qui compte aujourd’hui sept Communes). Ce lien avec Bertrimoutier est très ancien et à l’origine du village. Le nom de Bertrimoutier provient d’un prieuré puis d’un monastère (moutier) fondé par un moine nommé Bertherus en 1171 dépendant des chanoines du monastère de Saint-Dié. L’origine du village de Bertrimoutier remonte à la venue dans les Vosges de St Déodat qui construisit un monastère dans le « Val de Galilée » territoire possession du clergé et des chanoines de Saint-Dié. Cette paroisse fut le siège des 18 colonies agricoles établies par les moines de Saint Déodat dès le VIIe siècle. Selon Ruyr, «une forme de prieuré ou monastère » apparaît, créé et régi par un moine disciple de Saint Déodat (Dié) nommé BERTERIUS duquel, l’église et le village ont reçu le nom de Bertrimoutier. Le village était ainsi rattaché vers le Xéme siècle au Château du Spitzemberg résidence du Duc de Lorraine.
Le village est probablement lié du moins par son nom à la forteresse féodale de Lusse construite au XIIIe siècle par Thiébaut de Jussey vassal du Duc de Lorraine afin d’améliorer le contrôle du passage dans la vallée de la Fave. Ce château qui est en ruine à la fin XVIe siècle, à la suite de la Guerre de Trente Ans, devient la propriété de la famille de Bazelaire chargé par Le Duc de Lorraine de la reconstruction de Saint-Dié. A cette occasion, la famille originaire de Bâle et  Montmédy prend le titre « de Lesseux ».
La commune de Lesseux, créée en 1790, conserve après la Révolution Française des biens communs avec celle de Lusse. Vers 1830 ces biens indivis (forêt communales) ont été partagés entre les deux villages (parcelles de bois situées au dessus des Trois Maisons (lieux-dits « Raingoutte » qui font partie des forêts communales de Lesseux).  
À la fin du XIXe siècle, après 1870, le village était quasiment frontalier de l'Allemagne (par les Chaumes de Lusse). Le village vivait de l'agriculture, de l'élevage et du bois. Il y avait d'importantes cultures de pomme de terre qui fournissaient des féculeries situées dans la vallée, notamment à Frapelle (pour la fabrication de fécule de pomme de terre destinée à fabriquer de la colle et utilisée dans le textile). Les Vosges étaient d’ailleurs l’un des premiers départements dans la culture des pommes de terre.
Lesseux fut le siège de combats importants durant la Première Guerre mondiale (côte 607), il était sur la ligne de front (entre 1914 et 1918). Les troupes se sont stabilisées sur les deux hauteurs du village (les Allemands au nord-est (côte 607) et les Français (Le Chapis) au sud-ouest).
On retrouve de nombreux vestiges signe d’intenses combats sur les deux flancs de la vallée (il n’est pas rare de trouver des balles, des éclats d’obus, des chiques de shrapnels au sol dans le village, les anciens du village, enfants lors des événements, relataient qu’ils entendaient les soldats crier d’effrois et de douleur appelant leur mère durant les combats sur les deux coteaux). Les anciennes fermes ont d’ailleurs été en grande partie détruites à la suite des combats. On reconnaît les fermes reconstruites après la guerre (les linteaux sont droits parfois avec une poutre en acier, elles n’ont plus la forme voûtée en grès rose).
La commune a été décorée de la croix de guerre 1914-1918 le 3 janvier 1921.
L'école communale, à classe unique, comptait jusqu'à une trentaine d'élèves en 1900. L’école gérait une petite pépinière scolaire qui se situait en face de l’ancienne Mairie, ceci jusqu’entre les deux Guerres. Les élèves effectuaient les semis et allaient repiquer les arbres dans les forêts communales (sur le Communal). L’école fut fermée en 1980 (avec 6 élèves la dernière année). Un regroupement scolaire avec Provenchères-sur-Fave dura de 1981 à 2001. Durant quelques années une annexe de classe maternelle de ce regroupement fut installée dans l’ancienne école communales. Aujourd'hui le village fait partie du Syndicat Intercommunal des Écoles de Lusse.
Le paysage a été profondément modifié à la suite de la tempête Lothar 1999. Les crêtes boisées d’épicéas à la fin de XXe siècle sont aujourd’hui partiellement dénudées et ont retrouvé en partie durant quelques années leur visage de la fin du XIXe siècle où les champs dominaient.

## Politique et administration

### Budget et fiscalité 2022
En 2022, le budget de la commune était constitué ainsi :
- total des produits de fonctionnement : 114 000 €, soit 758 € par habitant ;
- total des charges de fonctionnement : 90 000 €, soit 601 € par habitant ;
- total des ressources d’investissement : 144 000 €, soit 959 € par habitant ;
- total des emplois d’investissement : 8 000 €, soit 51 € par habitant.
- endettement : 132 000 €, soit 877 € par habitant.

Avec les taux de fiscalité suivants :
- taxe d’habitation : 24,81 % ;
- taxe foncière sur les propriétés bâties : 36,58 % ;
- taxe foncière sur les propriétés non bâties : 17,82 % ;
- taxe additionnelle à la taxe foncière sur les propriétés non bâties : 0,00 % ;
- cotisation foncière des entreprises : 0,00 %.

Chiffres clés Revenus et pauvreté des ménages en 2021 : médiane en 2021 du revenu disponible, par unité de consommation : 22 400 €.

### Liste des maires
| Période    | Période    | Identité                  | Étiquette | Qualité |
| ---------- | ---------- | ------------------------- | --------- | --- |
| 1900       | 1934       | Gustave Martin            |           | Menuisier (petit fils par alliance de Jean-Nicolas Bareth)                                                                             |
| 1934       | 1947       | Léon Humbert              |           | |
| 1947       | 1953       | Seffre                    |           | |
| 1953       | 1955       | Justin Schwint            |           | |
| 1955       | 1970       | Paul Jallon               |           | |
| 1970       | mars 1989  | Robert Seffre (1932-2019) |           | |
| mars 1989  | mars 2008  | Robert Lallemand          |           | Artisan (arrière-arrière-arrière-petit-fils de Jean-Nicolas Bareth, arrière-petit-fils de Gustave Martin, petit neveu de Léon Humbert) |
| mars 2008  | avril 2014 | Philippe Tridon           |           | Médecin urgentiste |
| avril 2014 | En cours   | Raoul Partage             |           | |

## Population et société

### Démographie

#### Évolution démographique
L'évolution du nombre d'habitants est connue à travers les recensements de la population effectués dans la commune depuis 1793. Pour les communes de moins de 10 000 habitants, une enquête de recensement portant sur toute la population est réalisée tous les cinq ans, les populations de référence des années intermédiaires étant quant à elles estimées par interpolation ou extrapolation. Pour la commune, le premier recensement exhaustif entrant dans le cadre du nouveau dispositif a été réalisé en 2007.

En 2022, la commune comptait 138 habitants, en évolution de −14,29 % par rapport à 2016 (Vosges : −2,96 %, France hors Mayotte : +2,11 %).
| 1793 | 1800 | 1806 | 1821 | 1831 | 1836 | 1841 | 1846 | 1856 |
| ---- | ---- | ---- | ---- | ---- | ---- | ---- | ---- | ---- |
| 181  | 180  | 169  | 208  | 218  | 241  | 223  | 222  | 218  |

| 1861 | 1866 | 1876 | 1881 | 1886 | 1891 | 1896 | 1901 | 1906 |
| ---- | ---- | ---- | ---- | ---- | ---- | ---- | ---- | ---- |
| 206  | 204  | 193  | 195  | 185  | 175  | 192  | 184  | 161  |

| 1911 | 1921 | 1926 | 1931 | 1936 | 1946 | 1954 | 1962 | 1968 |
| ---- | ---- | ---- | ---- | ---- | ---- | ---- | ---- | ---- |
| 169  | 107  | 139  | 123  | 130  | 126  | 125  | 130  | 95   |

| 1975 | 1982 | 1990 | 1999 | 2006 | 2007 | 2012 | 2017 | 2022 |
| ---- | ---- | ---- | ---- | ---- | ---- | ---- | ---- | ---- |
| 111  | 123  | 108  | 110  | 142  | 147  | 177  | 151  | 138  |

### Enseignement
Établissements d'enseignements :
- Écoles maternelles et primaires à Lusse, Provenchères-et-Colroy, Raves, Ban-de-Laveline, Coinches.
- Collèges à Provenchères-et-Colroy, Sainte-Marie-aux-Mines, Saint-Dié-des-Vosges.
- Lycées à Sainte-Marie-aux-Mines, Saint-Dié-des-Vosges.

### Santé
Professionnels et établissements de santé :
- Médecins à Le Beulay, Provenchères-sur-Fave, Ban-de-Laveline.
- Pharmacies à Provenchères-sur-Fave, Ban-de-Laveline, Sainte-Marie-aux-Mines					.
- Hôpitaux à Sainte-Marie-aux-Mines, Fraize, Le Bonhomme.

### Cultes
- Culte catholique, Paroisse Notre-Dame-des-Sources[31], Diocèse de Saint-Dié.

## Économie

### Entreprises et commerces

#### Agriculture
- Sylviculture et autres activités forestières.
- Élevage de vaches laitières.
- Élevage d'autres animaux.

#### Tourisme
- Hébergements et restauration à Gemaingoutte, Ban-de-Laveline, Frapelle Saint-Dié-des-Vosges, Senones.

#### Commerces
- Commerces et services de proximité à Saales, Sainte-Marguerite, Bertrimoutier.

## Culture locale et patrimoine

### Lieux et monuments

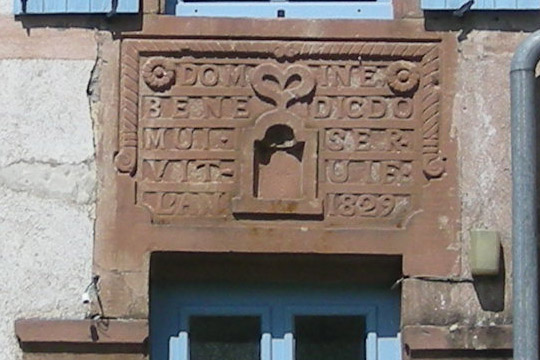
Linteau à imposte (1829).

- Le village dispose comme les villages voisins de nombreux calvaires et fermes bien rénovées typiques de l'habitat rural vosgien (parements en grès rose, linteaux de porte avec inscription en latin).
- Il dispose également d’une ancienne distillerie municipale avec alambic (utilisée pour la fabrication de « la goutte » eau de vie locale).
- Le village dispose de beaux points de vue sur la vallée de la Fave et le massif de l’Ormont. On retrouve de nombreux vestiges de la Première Guerre mondiale.
- Un ancien camp romain aurait été implanté sur la crête sud entre Lesseux et Combrimont[33].
- Monuments aux morts de Bertrimoutier. Conflits commémorés : Guerres 1914-1918 - 1939-1945 - AFN-Algérie (1954-1962)[34].

### Personnalités liées à la commune
- Dominique Cauvé, artiste visuel, rattaché à l’Art Brut, l’Art Singulier, est né à Lesseux, le 22 décembre 1956. Il vit et travaille à Troyes. Plus de deux cents collectionneurs de France et de l’étranger sont en possession de ses œuvres[35].
- Florent-Joseph Ier Bazelaire (1652 - 1724), prévôt royal, lieutenant-général au bailliage de Saint-Dié.

## Pour approfondir